# خاردم سبز
خاردم سبز (نام علمی: Discosura conversii) نام یک گونه از سرده خاردم است.